# Гонолек строкатоголовий
Гонолек строкатоголовий (Laniarius ruficeps) — вид горобцеподібних птахів родини гладіаторових (Malaconotidae). Мешкає в Східній Африці. 

## Підвиди
Виділяють три підвиди:
- L. r. ruficeps (Shelley, 1885) — поширений на північному заході Сомалі;
- L. r. rufinuchalis (Sharpe, 1895) — поширений в Ефіопії, в центрі та на півдні Сомалі;
- L. r. kismayensis (Erlanger, 1901) — поширений на півдні Сомалі та на півночі Кенії.

## Поширення і екологія
Строкатоголові гонолеки живуть у сухій савані й чагарникових заростях Ефіопії, Кеніїта Сомалі на висоті до 1000 м над рівнем моря.